# Cornelis van Sneek
Cornelis van Sneek, Cornelius Henrici de Snekis, auch Cornelius, van Snêk, Snêk, Snecanus, de Snekis, Snegassius († 14. September 1534 in Leeuwarden) war ein hauptsächlich in Deutschland wirkender niederländischer Dominikaner und Gegner der Reformation.

## Leben
Pater Cornelis stammte wohl aus Sneek. Über seine Herkunft und sein Studium ist wenig bekannt, bis Cornelius Henrici de Snekis am 1. September 1476 erstmals an der Universität Rostock immatrikuliert wurde. Im Mai 1483 wurde er erneut immatrikuliert. Zu diesem Zeitpunkt war er bereits Doctor theologiae und Prior conventus Sancti Johannis, also Prior des Johannisklosters in Rostock. 1491 hielt er sich zum Theologiestudium in Köln auf und 1496 in Löwen, wo er 1501 erneut promoviert wurde. 1501/02 war er Prior in Bremen, 1503/04 in Rostock; 1505 ist er als Magister im Amt des Inquisitors in den Bistümern Kammin und Schwerin bezeugt sowie von 1505 bis 1508 als Inquisitor und Generalvikar für Deutschland der holländischen Congregation, den Reformzweig des Dominikanerordens. 1509 war er Vikar der Ostnation im Dominikanerorden. 1513 erhielt er die Approbation als Magister im Kapitel des Dominikanerordens in Genua. Ab 1515 war er wieder in Rostock als Prior des Johannisklosters und lehrte als Theologieprofessor an der Universität Rostock.
Im März 1515 kam er für ein Ordenskapitel nach Greifswald und wurde auch hier an der Universität Greifswald immatrikuliert. 1523 war er erneut in Greifswald und promovierte den Prior des dortigen Schwarzen Klosters Wilhelm van Buren zum Doktor der Theologie. 1519 gab er der Bruderschaft der Heiligen Dreifaltigkeit der Landfahrer-Kramer zu Rostock, die in der Dominikanerkirche St. Johannis ihren Dreifaltigkeitsaltar hatten, eine Urkunde über ihre und des Konventes gegenseitigen Leistungen. Die Bruderschaft umfasste alle landfahrenden Händler im Nordosten Deutschlands, die in Rostock während des Pfingstmarkts ihre Zusammenkunft hatten.
Er galt als Gegner der Franziskaner und stellte sich entschieden den reformatorischen Bestrebungen entgegen, war jedoch nie Ziel persönlicher Anklagen. Nach der Schließung des Klosters in Rostock 1532 ging er 1533 nach Wismar und kehrte 1534, vielleicht über Frankfurt (Oder), in die Niederlande zurück, wo er im selben Jahr starb.
Sein literarisches Hauptwerk war eine Reihe von Predigten über den Rosenkranz. Schon 1514 erschienen zwei Predigten in Paris bei Jodocus Badius Ascensius.
Seine Nachlassbibliothek, die 107 Bücher umfasste, gelangte 1542 in die Bibliothek des St.-Johannis-Klosters in Rostock und von dort 1575 in die Bibliothek der Marienkirche. Ihre Restbestände kamen 1842 durch Kauf an die Universitätsbibliothek Rostock.

## Werke
- Sermones Magistri Corne||lii de Snekis. sacrae Theologiae professoris ordinis || fratrũ praedicatorũ, denuo impressi cũ additione || pluriũ sermonũ & introductionũ super cõfrater/||nitate de serto Rosaceo sacrosanctae dei genitricis || semperq; uirginis Mariae, quod rosariũ beatae Ma||riae inscripsit Sermones duo eiusdẽ cõtra ebrie=||tatẽ Sermones latini synodales eiusdẽ diuino || sale multaq; eruditione conditi.|| Marschalk, Rostock 1517
 urn:nbn:de:gbv:3:1-304580 – Exemplar der Universitäts- und Landesbibliothek Sachsen-Anhalt
- Defensio Ecclesiasticorum quos Spirituales appellamus. Hanau, Frankfurt (Oder) 1530
 urn:nbn:de:gbv:3:1-155092 – Exemplar der Universitäts- und Landesbibliothek Sachsen-Anhalt
- Sacrosancte misse ac canonis misteriorum brevis et compendiosa dilucidatio. Frankfurt (Oder) 1534